# Francisco Fydriszewski
Francisco David Fydriszewski (Rosario, 13 de abril de 1993) es un futbolista polacoargentino. Se desempeña como delantero en el Deportivo Independiente Medellín de la Categoría Primera A de Colombia.

## Trayectoria

### Newell's Old Boys
Se formó en las inferiores del club Newell's Old Boys. En 2014 ascendió al plantel principal, donde compartió la delantera con Ezequiel Ponce, Ignacio Scocco y David Trezeguet.

### Villa Dálmine
El 2015 recaló en Villa Dálmine, donde cumplió una buena campaña, anotando un total de 9 goles. 

### Argentinos Juniors
A mediados de 2016, fichó por el recién descendido Argentinos Juniors para afrontar el torneo de la Primera B Nacional. Su contrato fue a préstamo por una temporada con opción a compra. El 10 de abril de 2017 logró su primer triplete frente al Estudiantes de San Luis. En la temporada 2016-17, marcó trece goles y ayudó su equipo a ascender a la primera división de su país.

### Lugo
En agosto de 2017, el CD Lugo confirma el fichaje del delantero argentino, que llega cedido por un año por una cantidad de 100 mil dólares, proveniente del Newell's Old Boys, tras haber jugado a préstamo la temporada 2016-2017 en Argentinos Juniors. Debido a una grave lesión, no contó con la continuidad deseada.

### Regreso a Newell's Old Boys
Luego de su paso por España, vuelve a Newell's Old Boys, club dueño de su pase. El 22 de marzo de 2019 fue detenido por haber estado manejando en estado de ebriedad. Como castigo, el club le prohibió jugar por un mes, lo mandó a la reserva y pagó mensualmente al club.
Cuando todo estaba encaminado para firmar por Defensa y Justicia a préstamo por una temporada, finalmente, el halcón fichó a Juan Martín Lucero. Sin embargo, el polaco fichó por Deportes Antofagasta por 6 meses con opción a compra.

### Liga de Portoviejo
Para la temporada 2020, firmó por la Liga de Portoviejo, de la Serie A de Ecuador. Descendió con el club ecuatoriano; sin embargo, fue el máximo goleador y terminó el año anotando 13 goles.

### Aucas
Luego de su gran año con la capira, tuvo una oferta formal para fichar por Universitario de Deportes de Perú y Barcelona Sporting Club. Sin embargo, optó fichar por Sociedad Deportiva Aucas, debido al contrato a largo plazo y que ya conocía el medio ecuatoriano. Firmó por 3 temporadas.

### Barcelona Sporting Club
Llega proveniente del Aucas y fue presentado en la Noche Amarilla 2023 como refuerzo de Barcelona. Firmó por 3 años.

### San Lorenzo
Llegó al club a mediados de 2024. Disputó únicamente 92 minutos en 4 partidos, en el último de estos cometió un grosero error picando un penal contra Godoy Cruz, lo que le valió ser apartado del equipo. Rescindió su contrato a fines de 2024.

## Estadísticas

### Clubes
Actualizado al último partido disputado el 18 de agosto de 2025.
| Club                              | Temporada     | Liga  | Liga  | Copas nacionales | Copas nacionales | Copas internacionales | Copas internacionales | Total | Total |
| Club                              | Temporada     | Part. | Goles | Part.            | Goles            | Part.                 | Goles                 | Part. | Goles |
| --------------------------------- | ------------- | ----- | ----- | ---------------- | ---------------- | --------------------- | --------------------- | ----- | ----- |
| Newell's Old Boys Argentina       | 2014          | 7     | 0     | 0                | 0                | -                     | -                     | 7     | 0     |
| Newell's Old Boys Argentina       | 2015          | 4     | 0     | 1                | 0                | -                     | -                     | 5     | 0     |
| Villa Dálmine Argentina           | 2015          | 12    | 2     | 0                | 0                | -                     | -                     | 12    | 2     |
| Villa Dálmine Argentina           | 2016          | 17    | 7     | 0                | 0                | -                     | -                     | 17    | 7     |
| Villa Dálmine Argentina           | Total club    | 29    | 9     | 0                | 0                | -                     | -                     | 29    | 9     |
| Argentinos Juniors Argentina      | 2016-17       | 35    | 13    | 1                | 0                | -                     | -                     | 36    | 13    |
| Argentinos Juniors Argentina      | Total club    | 35    | 13    | 1                | 0                | -                     | -                     | 36    | 13    |
| C. D. Lugo · España               | 2017-18       | 14    | 1     | 1                | 0                | -                     | -                     | 15    | 1     |
| C. D. Lugo · España               | Total club    | 14    | 1     | 1                | 0                | -                     | -                     | 15    | 1     |
| Newell's Old Boys Argentina       | 2018-19       | 7     | 3     | 0                | 0                | -                     | -                     | 7     | 3     |
| Deportes Antofagasta · Chile      | 2019          | 4     | 0     | 0                | 0                | 0                     | 0                     | 4     | 0     |
| Deportes Antofagasta · Chile      | Total club    | 4     | 0     | 0                | 0                | 0                     | 0                     | 4     | 0     |
| Newell's Old Boys Argentina       | 2019          | 1     | 0     | 0                | 0                | -                     | -                     | 1     | 0     |
| Newell's Old Boys Argentina       | Total club    | 19    | 3     | 1                | 0                | -                     | -                     | 20    | 3     |
| Liga de Portoviejo · Ecuador      | 2020          | 28    | 13    | 0                | 0                | -                     | -                     | 28    | 13    |
| Liga de Portoviejo · Ecuador      | Total club    | 28    | 13    | 0                | 0                | -                     | -                     | 28    | 13    |
| Aucas · Ecuador                   | 2021          | 26    | 12    | 0                | 0                | 6                     | 3                     | 32    | 15    |
| Aucas · Ecuador                   | 2022          | 26    | 15    | 2                | 2                | -                     | -                     | 28    | 17    |
| Aucas · Ecuador                   | Total club    | 52    | 27    | 2                | 2                | 6                     | 3                     | 60    | 32    |
| Barcelona S. C. · Ecuador         | 2023          | 27    | 12    | 0                | 0                | 8                     | 2                     | 35    | 14    |
| Barcelona S. C. · Ecuador         | 2024          | 11    | 9     | 0                | 0                | 5                     | 2                     | 16    | 11    |
| Barcelona S. C. · Ecuador         | Total club    | 38    | 21    | 0                | 0                | 13                    | 4                     | 51    | 25    |
| San Lorenzo Argentina             | 2024          | 4     | 0     | 0                | 0                | 0                     | 0                     | 4     | 0     |
| San Lorenzo Argentina             | Total club    | 4     | 0     | 0                | 0                | 0                     | 0                     | 4     | 0     |
| Independiente Medellín · Colombia | 2025          | 26    | 7     | 2                | 1                | -                     | -                     | 28    | 8     |
| Independiente Medellín · Colombia | Total club    | 26    | 7     | 2                | 1                | 0                     | 0                     | 28    | 8     |
| Total carrera                     | Total carrera | 249   | 94    | 7                | 3                | 19                    | 7                     | 275   | 104   |
| 1. 2.                             |               |       |       |                  |                  |                       |                       |       |       |

## Palmarés

### Campeonatos nacionales
| Título             | Club  | Año  |
| ------------------ | ----- | ---- |
| Serie A de Ecuador | Aucas | 2022 |

### Distinciones individuales
| Distinción                                   | Año  |
| -------------------------------------------- | ---- |
| Goleador de la Serie A de Ecuador (15 goles) | 2022 |
| Mejor delantero Serie A de Ecuador           | 2022 |
| 11 ideal de la Serie A de Ecuador            | 2022 |